# Ţove'ībeh
Ţove'ībeh (persiska: طوئیبه, Ţoveybeh-ye Sheykh Ḩātam) är en ort i Iran.   Den ligger i provinsen Khuzestan, i den centrala delen av landet, 600 km sydväst om huvudstaden Teheran. Ţove'ībeh ligger 18 meter över havet och antalet invånare är 185.
Terrängen runt Ţove'ībeh är mycket platt. Runt Ţove'ībeh är det ganska tätbefolkat, med 144 invånare per kvadratkilometer. Närmaste större samhälle är Ahvaz, 13,6 km öster om Ţove'ībeh. Trakten runt Ţove'ībeh är ofruktbar med lite eller ingen växtlighet.